# رابطة الفتيات الألمانيات
رابطة الفتيات الألمانيات  ((بالألمانية: Bund Deutscher Mädel)‏ اختصار باسم BDM) كان جناح الفتيات في حركة شباب الحزب النازي وشباب هتلر. كانت المنظمة النسائية القانونية الوحيدة في ألمانيا النازية.
في البداية، كانت الرابطة مكونة من قسمين: Jungmädelbund («رابطة الفتيات الصغيرات») للفتيات من سن 10 إلى 14 عامًا، والرابطة مناسبة للبنات من سن 14 إلى 18 عامًا. في عام 1938، تم تقديم قسم ثالث هو <i id="mwEw">BDM-Werk Glaube und Schönheit</i> («جمعية الإيمان والجمال»)، والتي كانت تطوعية ومفتوحة للفتيات الذين تتراوح أعمارهم بين 17 و 21 عامًا.
مع استسلام ألمانيا النازية في عام 1945، لم تعد المنظمة الفعلية قائمة. في 10 أكتوبر 1945، حُظرت من قبل مجلس مراقبة الحلفاء مع منظمات الحزب النازي الأخرى. بموجب المادة 86 من القانون الجنائي الألماني، فإن شباب هتلر هي «منظمة غير دستورية» ولا يجوز توزيع رموزها أو استخدامها للجمهور، إلا لأغراض تعليمية أو بحثية.

## معرض صور

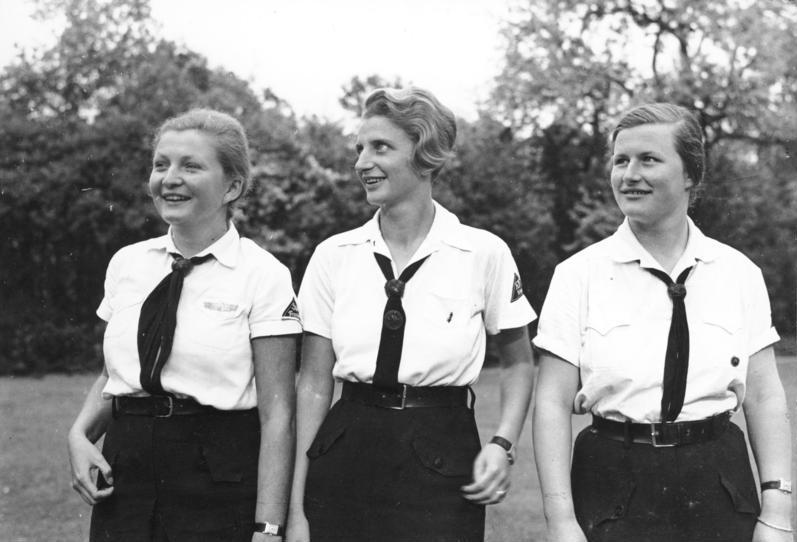
أعضاء BDM ، 1935
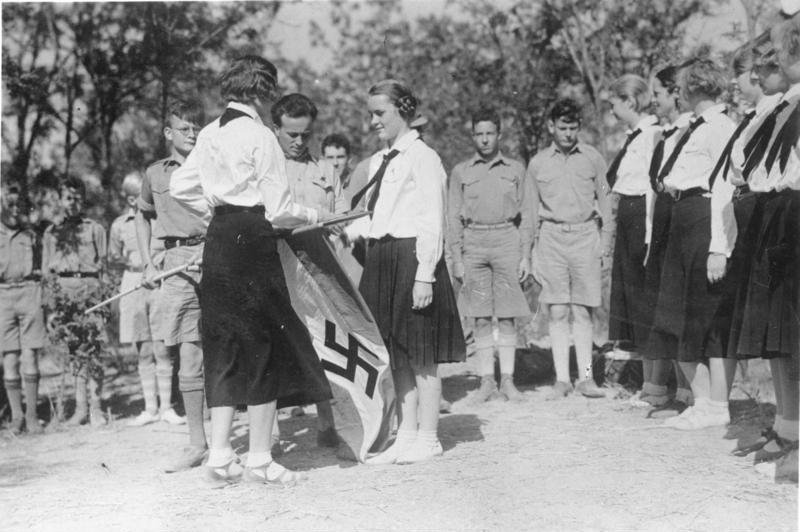
شباب هتلر و BDM في الصين ، 1935